# Alchemilla kornasiana
Alchemilla kornasiana es una especie de planta del género Alchemilla, perteneciente a la familia Rosaceae.

## Taxonomía
Alchemilla kornasiana fue descrita por Pawł. en 1954.

## Distribución
Se encuentra en el territorio de Polonia y Ucrania.